# Michael Dreher (Mathematiker)
Michael Dreher (* 7. März 1973 in Wolfen) ist ein deutscher Mathematiker und Hochschullehrer auf dem Gebiet der Analysis.

## Leben
Michael Dreher besuchte von 1989 bis 1991 eine Spezialklasse für Mathematik und Physik an der Martin-Luther-Universität Halle-Wittenberg. 1991 legte er dort auch sein Abitur ab und errang im selben Jahr eine Silbermedaille bei der Internationalen Mathematik-Olympiade. Anschließend begann er an der Martin-Luther-Universität Halle-Wittenberg ein Studium der Mathematik mit Nebenfach Physik, welches er 1996 mit Diplom mit Auszeichnung abschloss. 1999 promovierte er bei Michael Reissig an der TU Bergakademie Freiberg mit einer Dissertation zum Thema Local Solutions to Quasilinear Weakly Hyperbolic Differential Equations mit summa cum laude zum Dr. rer. nat. Während dieser Zeit war er dort als wissenschaftlicher Mitarbeiter tätig und wurde durch ein Stipendium gefördert. Nach seiner Promotion arbeitete er bis 2002 als Wissenschaftler an der Universität Tsukuba in Japan. Von 2002 bis 2004 war er an der TU Bergakademie Freiberg und 2004 zudem an der Universität Konstanz Postdoc. 2004 übernahm er dann schließlich eine Juniorprofessur für Mathematische Physik an der Universität Konstanz, welche 2011 in eine apl.-Professur umgewandelt wurde. Im Jahr 2013 wurde er Lecturer an der Heriot-Watt University in Edinburgh, bis er 2017 auf seine aktuelle Stelle, eine W2-Professur für Analysis-Differentialgleichungen an der Universität Rostock berufen wurde.
Er übernahm zudem Gastprofessuren an der TU Wien (2016), an der TU Darmstadt (2013) und an der Uni Bonn (2008).
Drehers Forschungsschwerpunkte liegen in der Analysis der Differentialgleichungen und Mathematischen Physik. Dazu zählen partielle Differentialgleichungen, zum Beispiel der Fluiddynamik oder Quantenhydrodynamik, Modelle für den Ladungstransport in Halbleitern, elliptische Systeme gemischter Ordnung vom Douglis-Nirenberg-Typ und Mikrolokale Analysis.

## Schriften (Auswahl)
- The combined viscous semi-classical limit for a quantum hydrodynamic system with barrier potential; Dreher, M.; 2015
- Boundary layer analysis in the semiclassical limit of a quantum drift-diffusion model; Dreher, M.; 2012
- The wave equation for the p-laplacian; Dreher, M.; 2007
- Energy estimates for weakly hyperbolic systems of the first order; Dreher, M.; Witt, I.; 2003
- Local Solutions to Quasilinear Weakly Hyperbolic Differential Equations; Dreher, M.; 1999 (Dissertation)
- Propagation of mild singularities for semilinear weakley hyperbolic equations; Dreher, M.; Reissig, M.; 1999